# Onze-Lieve-Vrouw van Lourdeskerk (Gracht)
De Onze-Lieve-Vrouw van Lourdeskerk was een kerkgebouw in de wijk Gracht in Kerkrade in de Nederlandse provincie Limburg. De kerk stond aan de Grachterstraat en ten zuiden van de kerk ligt een kerkhof.
De kerk was gewijd aan Onze-Lieve-Vrouw van Lourdes.

## Geschiedenis
In 1933 werd de parochie gesticht.
In 1934-1935 werd de kerk gebouwd naar het ontwerp van J.A. Wiegerinck.
Op 22 november 2009 werd de kerk aan de eredienst onttrokken.
In 2012 werd de kerk gesloopt.

## Opbouw
De niet-georiënteerde bakstenen kerk was zuidwest-noordoost gelegen en bestond uit een slanke toren links tegen de voorzijde van de voorgevel geplaatst, een eenbeukig schip en recht gesloten koor. De toren werd gedekt door een tentdak, het schip door een zadeldak en het iets hogere koor door een eigen zadeldak. Op het koor bevond zich een dakruiter.